# Starship Invasions
Starship Invasions è un film canadese del 1977 diretto, scritto e prodotto da Ed Hunt.